# 肖庄乡
肖庄乡是中国山东省聊城市茌平县下辖的一个乡。

## 行政区划
肖庄乡下辖冯营村、后场村、朱启虎村、皮虎李村、马场胡村、赵公宣村、小高村、王菜瓜村、席店村、落角园村、算子李村、李桥村、朱楼村、沙窝田村、郝庄村、许寨村、聂堂村、康孟村、小胡村、班庄村、许庄村、蒋庄村、王麻子村、高营村、八刘村、后冯村、李井范村、河子张村。